# Lady Rokujo
Lady Rokujo (六条御息所?, Rokujō no miyasundokoro)  è un personaggio di fantasia presente nel Genji monogatari e che appare anche nell'opera Aoi no Ue per il teatro nō. La sua storia si ambienta durante il periodo Heian. Il suo vero nome è ignoto, come quello di quasi tutti i personaggi del Genji Monogatari, i quali vengono chiamati con soprannomi. Nel suo caso, "Rokujo" è il quartiere di Kyoto dove vive.

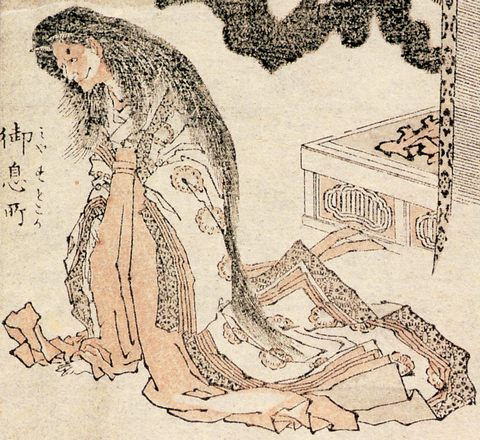
Il fantasma di Lady Rokujo, manga di Hokusai databile tra il 1775 e il 1824

Figlia di un importante ministro della capitale (e quindi nobile di nascita), è la vedova del principe Zembo, il quale era destinato a diventare imperatore prima della sua morte. È amante di lunga data di Hikaru Genji, il protagonista, ed è più anziana di lui di sette anni. Molto innamorata di lui, non potendo mostrare i suoi sentimenti verso lui senza ledere il proprio decoro, decide di reprimere i propri sentimenti di gelosia, che cominciano a trasformarla in un demone. Dopo aver scoperto che la vera sposa di Genji, Lady Aoi, aspetta un figlio da lui, la sua gelosia diventa così forte da fuoriuscire, diventando un mononoke ('spirito errante'), più precisamente un ikiryō, che uccide Yūgao, altra amante di genji, e  Lady Aoi, possedendola poco dopo che questa aveva dato alla luce suo figlio. Intanto le voci sul suo coinvolgimento nell'omicidio cominciano a circolare e Rokujo stessa comincia a crederci. Come risultato, decide di seguire sua figlia Akikonomu a Ise, dove è stata nominata miko ('sacerdotessa'). Dopo il loro ritorno alla capitale Kyoto, Rokujo, morente, chiede a Genji di vegliare su sua figlia.
Dopo essere morta continua a essere identificata come lo spirito vendicativo che attacca Lady Murasaki (Murasaki no Ue), la nuova concubina di Genji nonché terza principessa e altre serve domestiche di Genji. Venuta a sapere dello spirito senza requie della madre, Akikonomu pratica il rituale di pacificazione con i morti, donandole così la pace.